# Cortes de carne suína
São os seguintes os cortes de carne suína mais conhecidos e sua utilização:

## Brasil[1]
- Cabeça
- Copa-lombo ou sobrepaleta é o cachaço ou pescoço do porco
- Bisteca ou carré é a parte central do dorso do porco, que inclui as costeletas, o lombo propriamente dito e o filé-mignon
- Suã é um corte na parte posterior do dorso, localizado por cima do pernil
- Pernil é a pata traseira do porco, inclui:
  - Alcatra
  - Picanhuda
  - Maminha
  - Coxão duro (ou coxão-de-dentro e coxão-de-fora)
  - Ossobuco
    - Podem ainda considerar-se separadamente o “tatu”, o “lagarto” e o “patinho” [2]
- Costela é a parte abaixo da bisteca, que inclui as costelas finas; inclui também a
  - Fraldinha, um corte de carne com bastante gordura
- Pancetta ou barriga, um corte de carne com bastante gordura e com a pele; pode ser preparada em churrasco
- Paleta é a perna dianteira e inclui o joelho (“shank”)
- Papada é o toucinho que fica na parte ventral do pescoço, usado principalmente para torresmo

Outros cortes ou peças incluem o rabo e os pés

## Portugal[3]
Uma classificação muito simplificada, que não inclui a cabeça, nem as partes das pernas (apenas referindo o chispe), divide o porco do seguinte modo:
- Toucinho, toda a parte do dorso, por baixo da pele (o “fatback”)
- Pá e costeletas-do-fundo, incluindo toda a perna dianteira
- Costeletas com pé, a parte central do dorso
- Costeletas do lombo, lombo e lombinho, a parte traseira do dorso
- Entremeada, toucinho entremeado e entrecosto, dos lados da barriga
- Perna (a traseira)